# فیلیپ سوابی

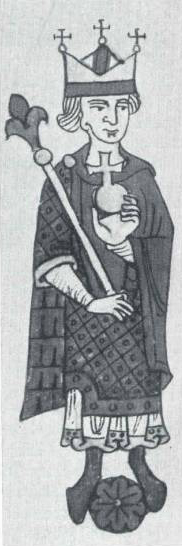
مینیاتوری از فیلیپ سوابی مربوط به ۱۲۰۰ میلادی

فیلیپِ سوابی(به آلمانی: Philipp von Schwaben)(زادهٔ ۱۱۷۷- مرگ ۲۱ ژوئن ۱۲۰۸)پادشاه آلمان، دوکِ سواب و هماورد اتوی چهارم در امپراتوری بود.
او پنجمین و کوچک‌ترین پسر فریدریش بارباروسا بود. او به جرگه روحانیت مسیحی پیوست و به زودی خوانسالار آخن شد. در ۱۱۹۰ اسقف وورتسبورگ گردید. در ۱۱۹۱ لقب کلیسایی را کنارگذارد و در ۱۱۹۵ دوک توسکانی گردید.
در ۱۱۹۶ میلادی هنگامی که دوک کنراد دوم سوابی درگذشت دوک سواب شد. در ۱۱۹۷ او با شهبانوی بیوه‌شدهٔ سیسیل ایرنه آنجلینا -که دختر ایزاک دوم امپراتور بیزانس بود- پیمان زناشویی بست.
فیلیپ در ۱۲۰۸ به دست یکی از درباریان به نام اتو فون ویتلسباخ کشته شد.
او را مردی خوش‌چهره، بخشنده، دلیر و آرام وصف کرده‌اند.